# Параллель (траншея)

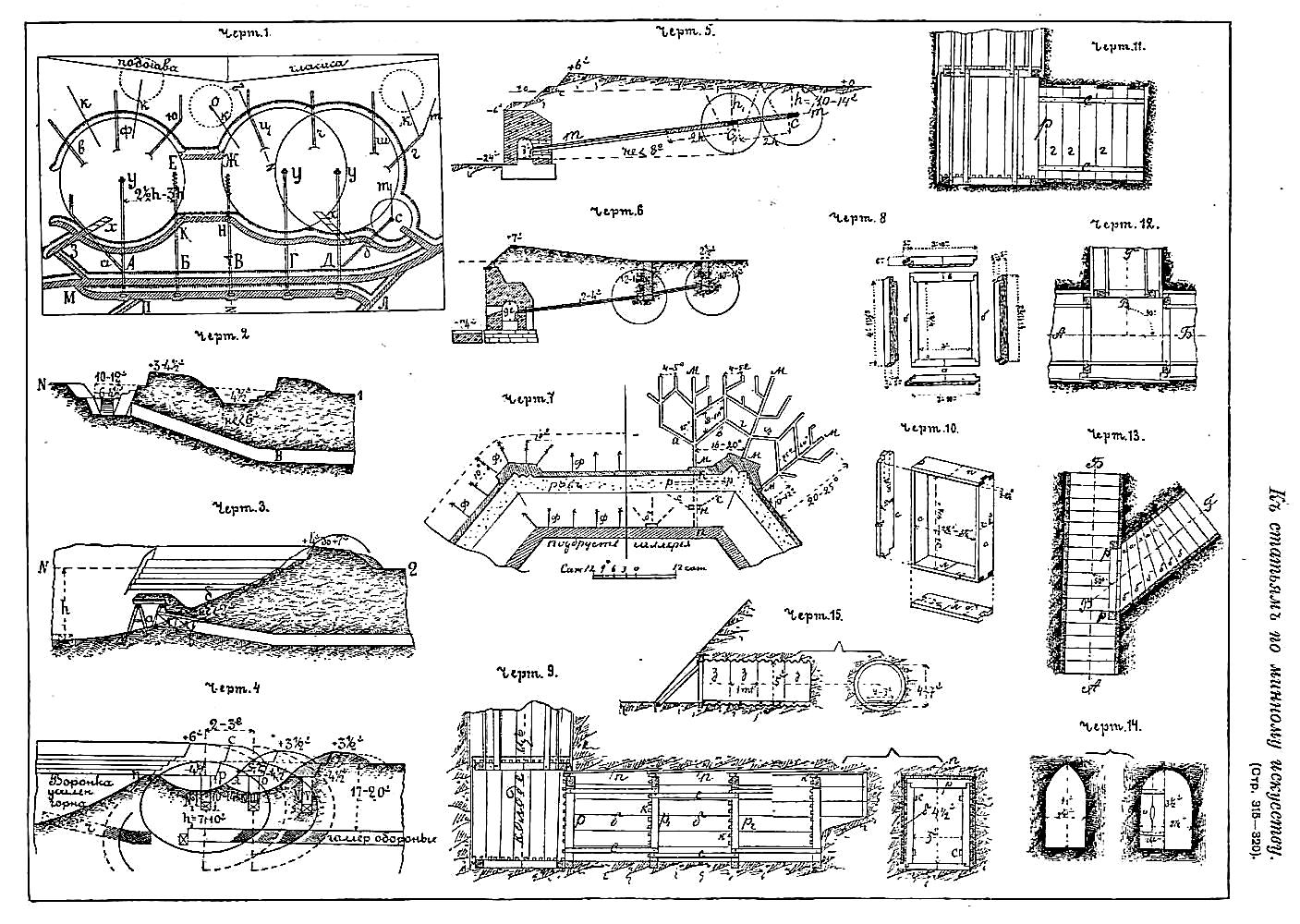
Действия атакующего, Параллели на чертеже № 1, к статье Минная война, Военная энциклопедия Сытина, 1911 — 1915 годов.

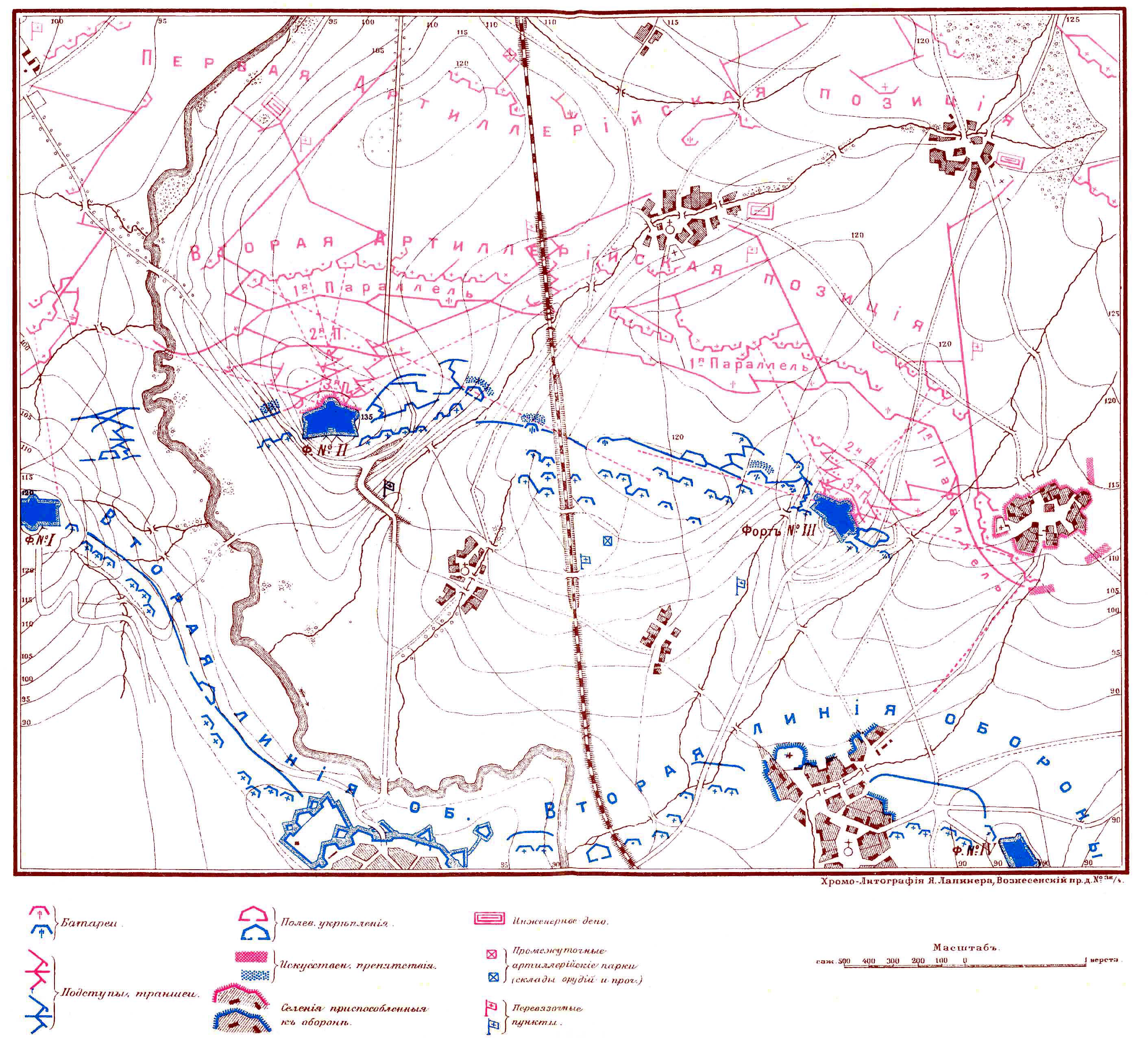
Параллели на иллюстрации, к статье Осадная война, Энциклопедического словаря Брокгауза и Ефрона, 1890 — 1907 годов.

Паралле́ль — траншея, приспособленная к обороне для обеспечения осады крепости. 

## История
Многие государства мира практиковали для своей защиты и обороны крепостную систему, которая позволяла контролировать укреплёнными пунктами (крепостями) пользование путей сообщений для перемещения внутрь государства, чтобы неприятель не мог пренебречь ими, миновать их без явной для себя трудностей и опасности. В этой системе крепости являлись стратегическими, оперативными или тактическими опорными пунктами, в которых находились гарнизоны и запас (депо), которые способствовали полевым войскам, выделением людских ресурсов и снабжением боевыми припасами, провизией и фуражом. С совершенствованием военного дела, в частности полевой фортификации, для захвата (штурма, атаки) опорных пунктов (городов-крепостей, крепостей) и были придуманы траншеи-параллели. Параллели уже использовались при осадах в XVI — XIX веках (так называемая постепенная или правильная атака крепости).
Параллели начинали устраивать, используя апроши и приём сапы, от предела досягаемости стрельбы из крепости и затем, с приближением атаки к крепости, более удалённые параллели заменяли новыми. Так устраивали, начиная с первой, вторую, третью и даже четвёртую параллель, располагая последнюю у подошвы гласиса атакованного верка, а промежуточные с таким расчётом, что от прежней параллели до новой было бы ближе, чем от последней до противника. Параллели охватывали атакованные верки (бастионные фронты, форты и тому подобное) непрерывной линией. 
В параллелях устанавливались пушки и мортиры (Брешь-батарея) для обстрела крепости, обыкновенно в 1-й параллели, выставлялись траншейные караулы для охранения осадных работ и рабочих от вылазок, контроля за действиями осаждённых. Из последней параллели нередко рыли подкоп для закладки мины под укрепления крепости. Например, во время Пиренейской войны, в 1810 году, 15 августа французские агрессоры подошли к португальской крепости Альмейда, которая считалась, в тот период, одной из сильнейших крепостей в Португалии. В ночь на 16 августа французами была заложена 1-я параллель против бастиона Святого Петра, и одновременно произведена демонстрация в другом месте. Благодаря скалистому грунту и малому количеству у агрессора минёров для подрывных работ, параллель была окончена лишь 26 августа, а начатые постройкой в ночь на 19 августа 11 осадных батарей — лишь 26 августа. Из 1-й параллели вышли в ночь на 22 августа, а в ночь на 25 августа заложили 2-ю параллель. Осадная артиллерия открыла огонь 26 августа из 51 орудия, в том числе 35 орудий рикошетных батарей. Только после часового обстреливанья двумя удачно попавшими бомбами был зажжён большой пороховой погреб с 1 500 центнеров пороха (4 650 пудов). Воспользовавшись возникшим смятением, французы довели свои работы до прикрытого пути, а 27 августа вечером португальская крепость сдалась.